# سندروم بی‌حساسیتی آندروژن
سندروم بی‌حساسیتی آندروژن (به انگلیسی: Androgen insensitivity syndrome)، تفاوتی در رشد جنسی است که شامل مقاومت هورمونی به دلیل اختلال در گیرندهٔ آندروژن می‌شود.
از هر ۲۰٫۰۰۰ تا ۶۴٫۰۰۰ نوزاد با کروموزوم XY (به لحاظ کاریوتایپی مذکر) ۱ نفر تحت تأثیر این سندروم قرار دارد. این سندروم سبب ناتوانی جزئی یا کامل سلول‌ها برای پاسخگویی به آندروژن‌ها می‌شود. نبود پاسخگویی از گیرندهٔ آندروژن می‌تواند سبب اختلال یا توقف رشد دستگاه تناسلی مردانه و همچنین اختلال یا توقف رشد صفات ثانویهٔ جنسی در دوران بلوغ شود. این سندروم تأثیر مهمی در رشد جنسی یا دستگاه جنسی زنانه ندارد. بنابراین بی‌حساسیتی آندروژن تنها در افرادی با ژنتیک مردانه (یا افرادی با کروموزوم ایگرگ) اهمیت کلینیکال دارد. رخ‌نمود (ویژگی‌های ظاهری) بالینی در این افراد گوناگون است و از ظاهر نوعی مردانه با اختلال ملایم اسپرماتوژنز و کاهش رشد داخلی موها تا ظاهر کاملاً زنانه با وجود کروموزوم Y را شامل می‌شود.
سندروم بی‌حساسیتی آندروژن به سه دسته تقسیم می‌شود که بر اساس میزان رشد دستگاه جنسی مردانه از یکدیگر متمایز شده‌اند: سندروم بی‌حساسیتی کامل آندروژن با دستگاه تناسلی خارجی نوعاً زنانه شناخته می‌شود؛ سندروم عدم حساسیت ملایم به آندروژن مربوط به زمانی است که دستگاه تناسلی خارجی مشخصات نوعاً مردانه را دارد و سندروم عدم حساسیت جزئی به آندروژن که در آن دستگاه تناسلی خارجی تا حدی، اما نه به کلی مردانه شده‌است.
در حال حاضر مدیریت سندروم بی‌حساسیتی آندروژن به درمان حمایتی محدود است. تا به امروز هیچ روشی برای اصلاح اختلال در گیرندهٔ آندروژن به وجود نیامده است. شیوه‌های مدیریت شامل تعیین جنسیت، جراحی پلاستیک (Genitoplasty)، جراحی اندام جنسی (Gonadectomy) برای کاهش ریسک تومور، درمان جایگزینی هورمون، مشاورهٔ ژنتیک و روان‌درمانی می‌شوند.